# جینو تالامو
جینو تالامو (ایتالیایی: Gino Talamo؛ ‏ ۱۳ دسامبر ۱۸۹۵ – ۹ ژوئیهٔ ۱۹۶۸) بازیگر، کارگردان فیلم و تدوین‌گر اهل ایتالیا بود.
از فیلم‌هایی که وی در آن‌ها نقش داشته‌است، می‌توان به آخرین رقص، دکتر آنتونیو و مسالینا اشاره نمود.